# Zele
Zele es un municipio de Bélgica de la provincia de Flandes Oriental. La población de Zele, a 1 de enero de 2019, es de 21 125 habitantes. El área de la localidad es 33,06 kilómetros cuadrados, lo que da una densidad de población de 639 habitantes por km².

## Demografía

### Evolución
Todos los datos históricos relativos al actual municipio, el siguiente gráfico refleja su evolución demográfica, incluyendo municipios después de efectuada la fusión el 1 de enero de 1977.
| Gráfica de evolución demográfica de Zele entre 1846 y 2019 |
|                                                            |

## Ciudadanos destacados
- Pierre de Decker, antiguo primer ministro de Bélgica (1855–1857)
- Caroline Maes, tenista profesional
- Christophe Impens, plusmarquista belga de los 1500 m lisos, semifinalista de los Juegos Olímpicos de Atlanta
- Filip De Wilde, jugador de fútbol profesional.